# Potnia gladiator
Potnia gladiator är en insektsart som beskrevs av Walker. Potnia gladiator ingår i släktet Potnia och familjen hornstritar. Inga underarter finns listade i Catalogue of Life.